# 南方澳金龍寺
24°35′07″N 121°51′49″E / 24.585229°N 121.863701°E
南方澳金龍寺，是位於臺灣宜蘭縣蘇澳鎮南方澳南正里的觀音寺，位在懸崖邊，建寺緣起是當地的西國三十三所靈場觀音像，並擁有一棵進出南方澳時可見的老樹。

## 觀音

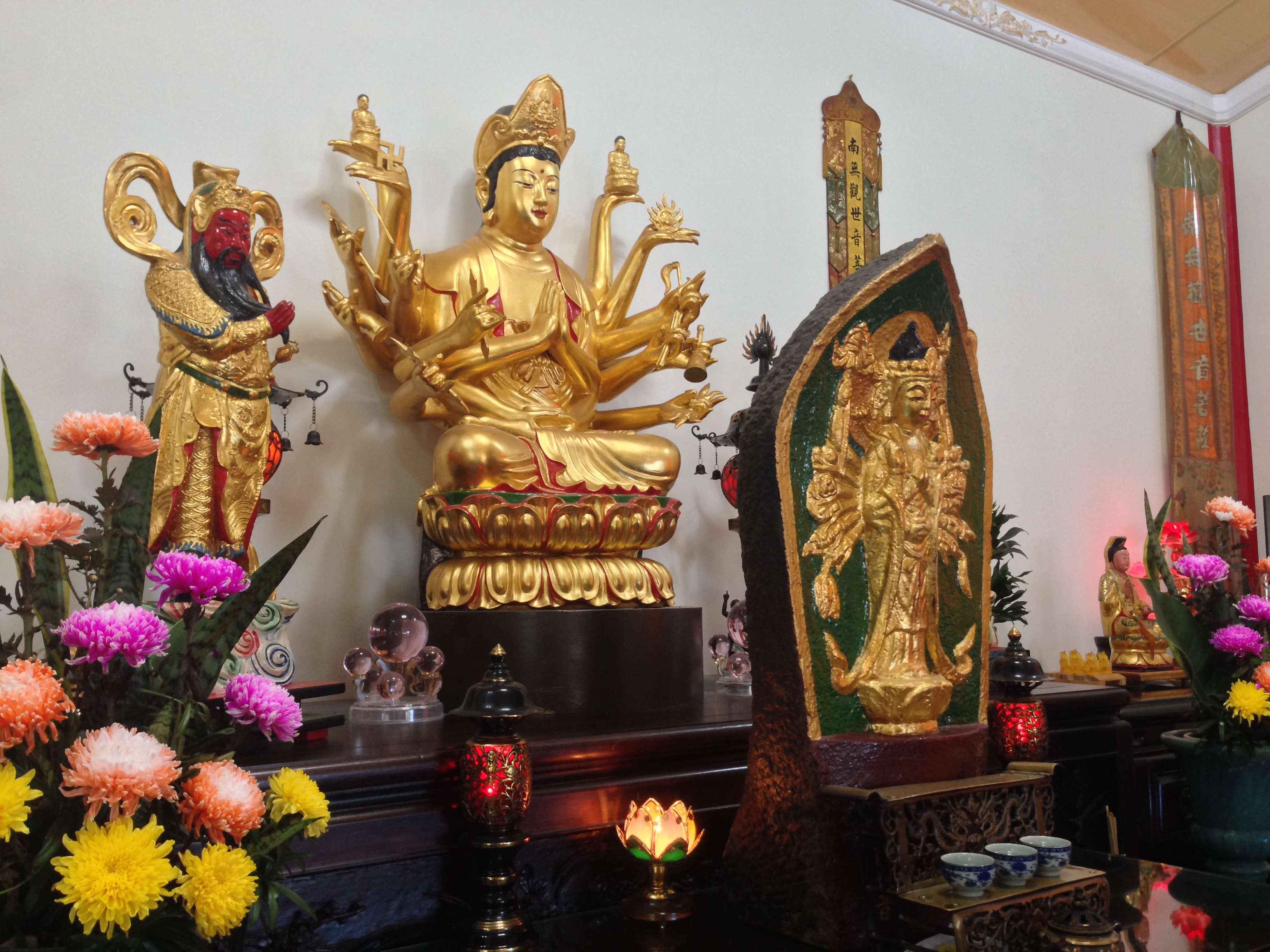
神像

研究台灣三十三觀音靈場的佛光大學教授釋永東表示，臺灣日治時期陸續傳入五組（一組三十三座）的石觀音，分別位於臺北、宜蘭、基隆、北投和新竹。1921年日本建造南方澳港後，日本漁民來此定居，並帶來觀音靈場的信仰，從南方澳開始，自南沿北在宜蘭的路邊設立三十三尊觀音像，編號十號以前都在蘭陽溪溪南地區。南方澳文史工作者廖大慶就在南方澳漁村發現南方澳城隍廟、南方澳南光寺、南方澳金龍寺各有一尊，後來在羅東善法寺也找到。到了戰後時期，這些觀音石像有的遺失，有的遭竊。
其中被安置於蘇澳到南方澳之間的路邊的石觀音像，因信徒盛傳著此像的靈感而能吸引香火，後因該公路經過幾次拓寬，損及石像的基座，地方人士便為此神像整建並建寺。原址是建在二次世界大戰防空洞之上的小山丘，該洞出入口位在保七蘇澳中隊舊辦公廳舍右邊，口寬近四公尺，高約五公尺，裡面長卅餘公尺，足可容納近百人。
1980年代初期，地方人士組成廟宇管理委員會，將小廟擴建成大約5、6坪大小的鐵皮屋廟宇。到了1990年代初期，隨著移港路的拓建，危及山上的廟地，於是張新英、曾添賜、陳明煌等地方人士及管理委員會再度籌劃遷移廟址，並擴大廟宇規模，但因地處懸崖加上腹地不足，能擴大的範圍有限。
原先政府計畫為南方澳跨港大橋和移山路交流道口，計畫建立一座明隧道，導致因金龍寺將因此失去活動廣場。但在1995年7月31日的協調會上，考慮從跨港大橋的駕駛人，會見不到從明隧道出來的車輛，決定廢除明隧道的規劃。

## 老樹

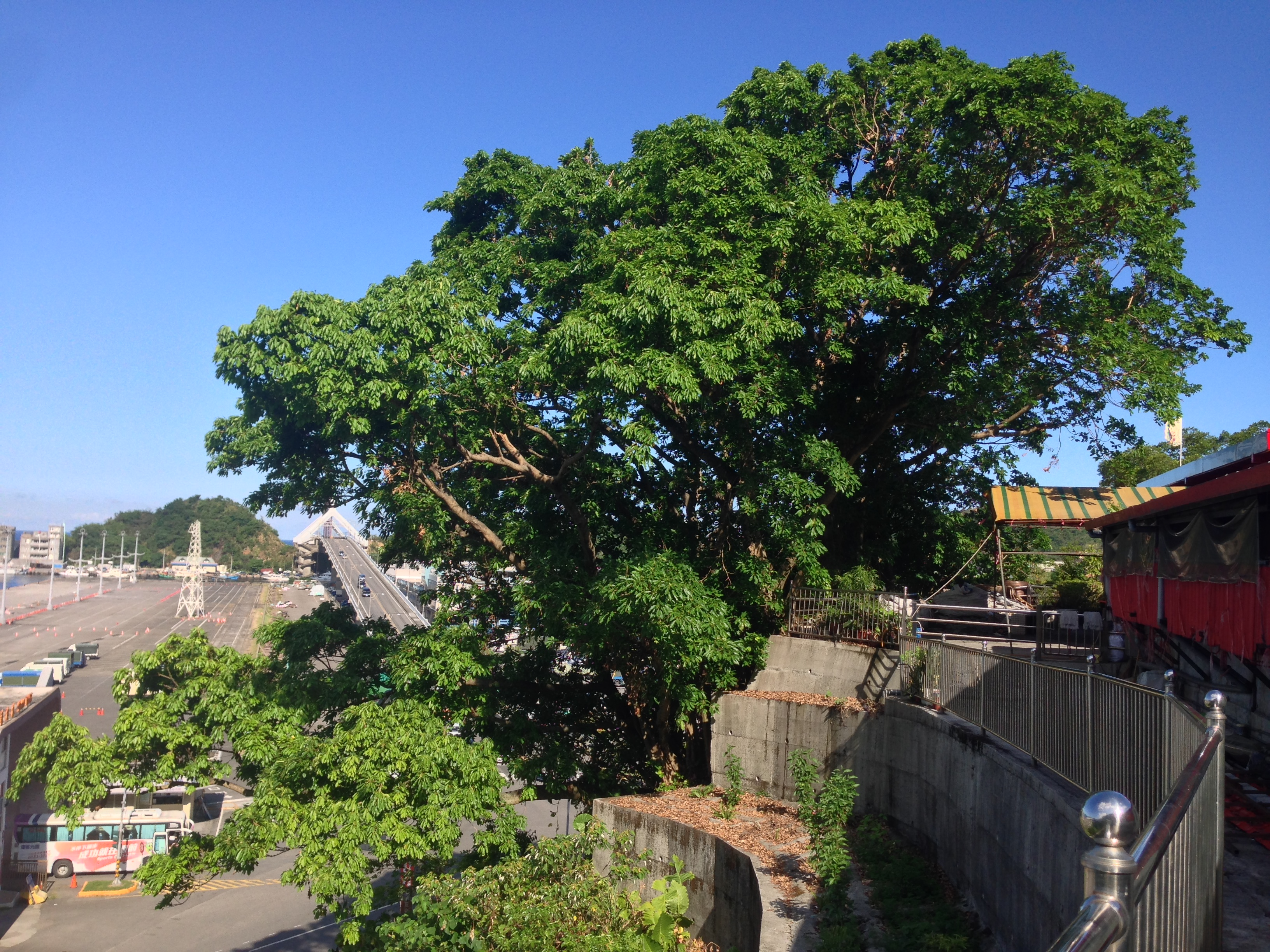
南方澳金龍寺大葉雀榕

2015年報導時，廟前一棵盤踞峭壁的雀榕是南方澳境內最大的一棵樹，被比喻成「南方澳大門的守護神」。該樹和一般大葉雀榕單樹幹高大樹形不同，屬少見的連根叢幹，共有十八株樹幹，直徑都在卅到四十公分。它在1998年列為宜蘭縣的珍貴老樹。
2002年8月6日，蘇澳大雨，老樹盤踞的巨石崩裂坍方，出現部分騰空，認養人賴榮興因此呼籲相關單位重視，在老樹下方興建擋土牆、回填土石，防止巨石再坍方。次月3日上午，公路總局四區工程養護處、縣政府、蘇澳鎮公所前往會勘，縣議員陳正男、鎮代表洪秀璪、立委陳金德的助理也到場關切，主張馬上施設擋土牆，但經費龐大，由誰來搶救老樹仍無結論。在南方澳經營珊瑚法界博物館的賴榮興透過各種管道搶救老樹，但事隔一個月相關單位卻沒願意處理。經陳金德多次邀集相關單位協商，同年10月29日確定由基隆港務局蘇澳港務分局施作擋土構造物，防止百年老樹所攀附的岩壁再次崩落，以確保進出人車安全。